# Jogomulyo (Tempuran)
Jogomulyo is een bestuurslaag in het regentschap Magelang van de provincie Midden-Java, Indonesië. Jogomulyo telt 5308 inwoners (volkstelling 2010).